# Ajmak

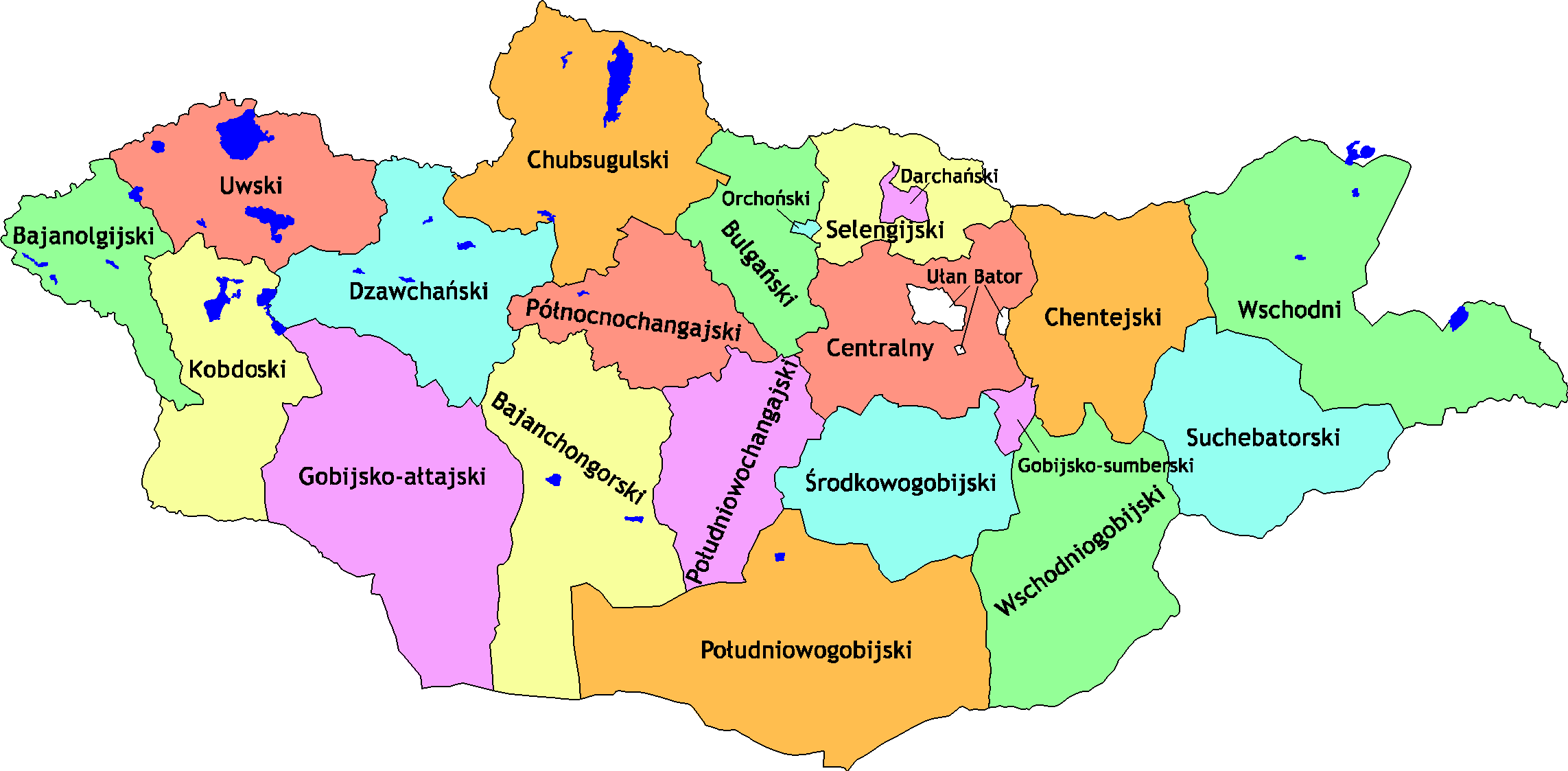
Podział Mongolii na ajmaki (zabarwione), miasto stołeczne Ułan Bator jest specjalną jednostką administracyjną.

Ajmak (mong. Аймаг) – jednostka podziału terytorialnego Mongolii. Kraj ten dzieli się na 21 ajmaków oraz miasto wydzielone Ułan Bator. W języku mongolskim słowo ajmak oznacza także plemię. Największym z nich jest południowogobijski, mający również najmniejszą gęstość zaludnienia. Mongolskie ajmaki dzielą się na somony.